# Luis Concepción Moscardó
Luis Concepción Moscardó (Bellreguard, 19 de desembre de 1939 - Alacant, 27 de novembre de 2008) fou un metge i polític valencià del PP, regidor de l'Ajuntament d'Alacant i diputat a les Corts Valencianes en la IV i V Legislatures.

## Biografia
Llicenciat en medicina i especialitzat en radiologia mèdica, en 1981 va fundar l'empresa Inscanner SL i començà a militar en el Partit Popular, del que en fou secretari d'organització territorial. A les eleccions municipals espanyoles de 1991 fou escollit regidor de l'ajuntament d'Alacant i serà portaveu del partit a l'oposició municipal. Deixà el càrrec per ocupar l'escó de diputat a les eleccions a les Corts Valencianes de 1995 i 1999. Fou president de la Comissió de Sanitat i Consum de les Corts Valencianes de 1995 a 2003. Poc abans d'acabar el seu mandat es va veure embolicat en una polèmica quan es va fer públic que entre 1996 i 1998 la Conselleria de Sanitat de la Generalitat Valenciana va facturar sis milions d'euros a la societat Inscanner S.L per realitzar exploracions radiològiques a pacients de la xarxa pública sanitària. Ell es defensà afirmant que la societat ja no era seua i que els propietaris eren els seus fills.
Fou elegit novament regidor de seguretat, trànsit i transports de l'Ajuntament d'Alacant a les eleccions municipals espanyoles de 2003. En 2007 va resultar imputat pel cas dels aparcaments, del que en va quedar exculpat aquest mateix any en decidir el Tribunal Superior de Justícia arxivar la causa. El mateix any 2007 va decidir abandonar la política i va morir el novembre de 2008 a causa d'un càncer de pulmó.